# Lucrezia Bori
Pour les articles homonymes, voir Bori.
Lucrezia Borja y Gonzales de Riancho, dite Lucrezia Bori, née à Valence le 24 décembre 1887 et morte à New York le 14 mai 1960, est une cantatrice espagnole, descendante de la Famille Borgia.

## Biographie
Soprano lyrique aux moyens limités, elle était consciente de ses limites et choisissait ses rôles en conséquence en compensant par un legato parfait et une musicalité naturelle. Sa voix aux sonorités métalliques, comme pour beaucoup d'Espagnoles, était appréciée. Le répertoire français lui convenait très bien.
Elle fait ses débuts au Teatro Adriano de Rome dans le rôle de Micaëla dans Carmen de Bizet en 1908. En 1911, elle chante Octavian dans la première italienne de Der Rosenkavalier à La Scala.
Sa carrière au Metropolitan Opera de New York, où elle devient l'une des grandes et inoubliables interprètes, a débuté au cours de la première visite du Met à Paris en 1910. Sa première apparition à 24 ans sur la scène du Met fut dans le rôle de Manon Lescaut face au légendaire ténor italien Enrico Caruso; en remplacement de dernière minute de Lina Cavalieri. Sa collaboration avec le Met durera jusqu'en 1936, en dépit d'une interruption  entre 1915 et 1921, période pendant laquelle elle dut cesser le chant en raison de nodules sur les cordes vocales. Elle était célèbre pour ses représentations dans Manon de Massenet ; Mimi dans La Bohème ; Fiora dans L'Amore dei tre re, Mélisande dans Pelléas et Mélisande, et Violetta dans La Traviata.
Son gala d'adieu le 29 mars 1936 fut l'un des grands événements Métropolitan. Bori y a chanté des scènes de Manon et La Traviata, avec des contributions de Flagstad, Melchior, Rethberg, Pinza, Ponselle, Martinelli, Tibbett et Richard Crooks.
En 1935, elle devient la première femme élue au conseil d'administration du Metropolitan Opera au sen duquel elle assure les fonctions de chargée des relations publiques. En 1942, elle devient directrice de la revue Opera News.
Très pieuse, faisant preuve d'une amabilité naturelle, elle était l'antithèse de l'image conventionnelle de la prima donna orgueilleuse et vaniteuse.
Le 2 mai 1960, Bori est victime d'une hémorragie cérébrale. Elle décède le 14 mai. Elle est enterrée dans le caveau familial des Borgia à Valence.
L'enregistrement de son « El Jilguerito con Pico de Oro » (Blas de Laserna) et son aria de « Acis y Galatea » (Literes) avec George Copeland au piano sont sur la compilation Great Voices of the Century Sing Exotica publié par SanCtuS Recordings.

### Source
- (en) Cet article est partiellement ou en totalité issu de l’article de Wikipédia en anglais intitulé « Lucrezia Bori » (voir la liste des auteurs).